# Newe Zeytung

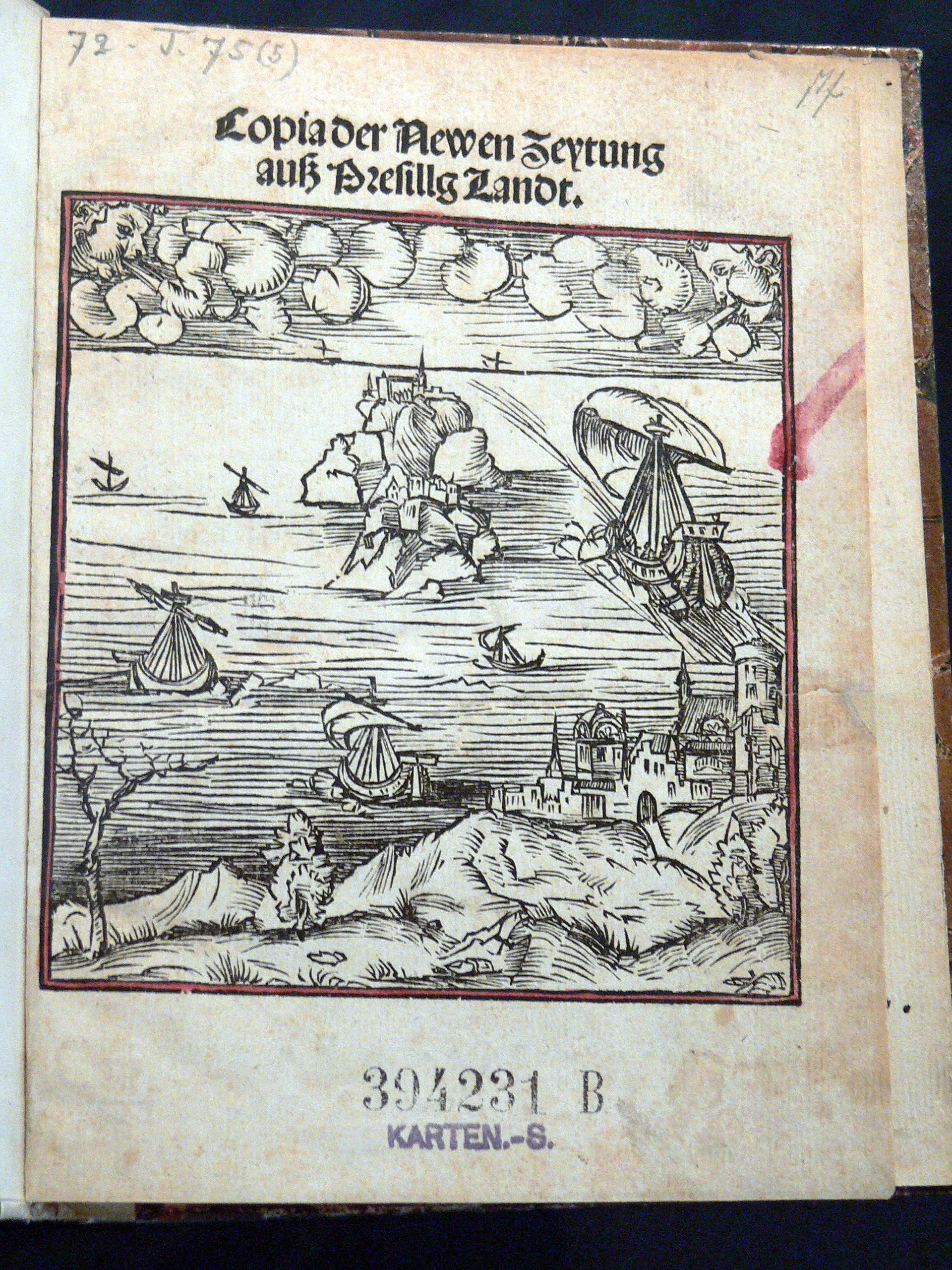
"Copia de Newen Zeitung aus Presillg Landt"

Als Newe Zeytung (oder Neue Zeitung) werden die ersten, gedruckten Nachrichtenblätter bezeichnet. Die bereits erscheinenden Zeitungen, wie z. B. die Fuggerzeitung, waren noch handschriftliche Nachrichtensammlungen. Die „Neuen Zeitungen“ gelten dagegen als die Vorläufer der modernen Zeitung. „Neue Zeitungen“ ist der Sammelbegriff für verfasste und dann gedruckte Nachrichten und Berichte.
Nach Gutenbergs Erfindung des Druckverfahrens um 1450 traten nach den anfangs hauptsächlich gedruckten theologisch-kirchlichen Druckwerken wie der Gutenberg-Bibel sehr schnell säkulare Druckerzeugnisse hinzu, die in kurzer Zeit zu einer ungeahnten Expansion des Druckwesens führten, wobei das meistverbreiteste Druckwerk die „Zeitung“ werden sollte. Dieser Gattungsname leitet sich davon ab, dass der Titel dieser ersten Druckwerke häufig den Ausdruck „Newe Zeytung“ trugen, wobei damals das „w“ in „Newe“, eigentlich ein Doppel-v, lautmäßig wie unser heutiges „u“ ausgesprochen wurde.
Der Begriff „Zeitung“ tauchte als „zidunge“ mit der Bedeutung „Kunde“ oder „Nachricht“ im Raum Köln bereits am Anfang des 14. Jahrhunderts auf.
„Newe Zeytung vom orient und auff gange“, so lautete beispielsweise die Überschrift eines Artikels, der 1502 erstmals die Bezeichnung „Zeitung“ für ein gedrucktes Nachrichtenblatt verwendete. In dieser ersten Zeitung wurde die Wiedereroberung der Insel Lesbos durch die Franzosen mitgeteilt. Die „Neuen Zeitungen“ waren in der Regel thematisch begrenzte, jeweils nach Bedarf und aus besonderem Anlass veröffentlichte Nachrichtenblätter von 1 bis 20 Seiten Umfang.
Titelzeilen und Text waren häufig mit Holzschnitten, Illustrationen, Rahmenleisten, Initialen und Vignetten ausgeschmückt und bildeten somit ein erstes Zeitungslayout heraus. Sie waren zumeist großformatig.
In Frankreich nannte man sie „Feuilles occasionels“, „Canards“ oder „Récits“, in England „Corontos“, „Newsbooks“, „Discourses“ oder „Diurnalls“ (Journals).
Sie berichteten von aktuellen Ereignissen oder fassten die politischen, kulturellen und gesellschaftlichen Begebenheiten der letzten Zeit zusammen. Bevorzugt Sensationsnachrichten wurden veröffentlicht. Sie erschienen regelmäßig, besaßen somit damals schon eine gewisse Periodizität und Aktualität.
Circa bis zum Beginn des 18. Jahrhunderts gab es die „Neuen Zeitungen“, die Titelanzahl zwischen 1500 und 1700 wird auf 5000 bis 8000 geschätzt.
Zu den ältesten gedruckten deutschen „Neuen Zeitungen“ zählt die Flugschrift „Copia der Newen Zeitung auß Presillg Land“ (=Brasilien-Land). Sie zählt zu den so genannten „Entdeckerzeitungen“.
Einer der frühesten Zeitungsherausgeber in Deutschland war Christoph von Scheurl. Er war in Nürnberg Jurist und Politiker und sammelte Informationen und Nachrichten, die er in einer „Neuen Zeitung“ zusammenfasste und Adligen und Kaufleuten verkaufte. Von 1512 bis 1537 schrieb er diese zunächst handschriftlich und druckte sie dann, somit konnten sie verstärkt verbreitet werden. 1535 veröffentlicht er eine Newe zeytung vom Tunisfeldzug Kaiser Karls V.

## Ausgaben (Auswahl)

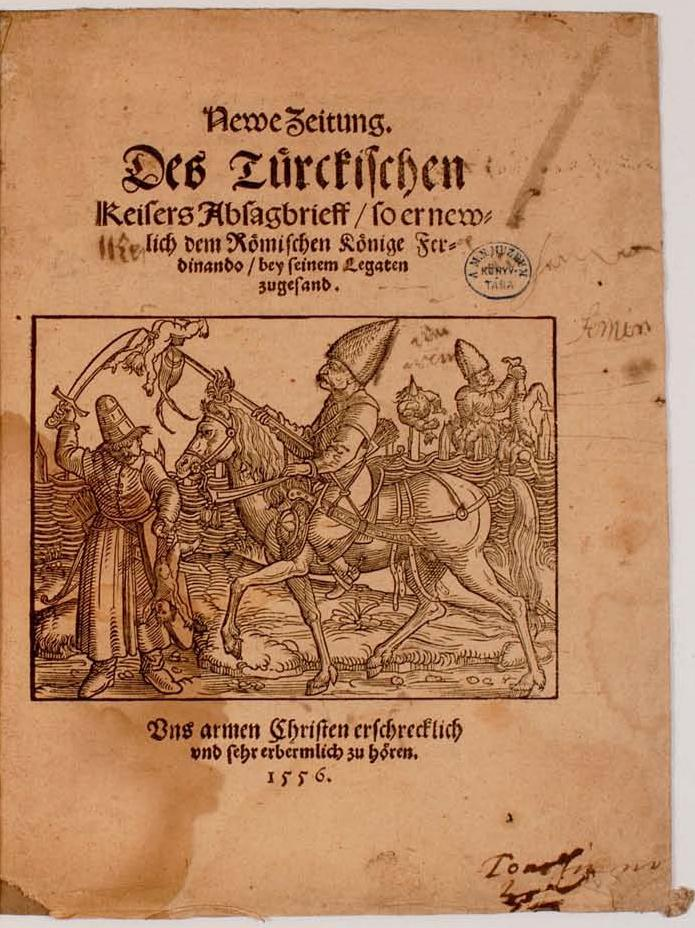
Newe Zeitung. Des Türckischen Keisers Absagbrieff

- Newe Zeitung, 1521. Nach Abschriften im Kgl. Archiv zu Königsberg zum ersten Mal herausgegeben von Friedrich Adolf Meckelburg. In: Neue Preußische Provinzial-Blätter. Band 3, Königsberg 1863, S. 134–152.
- Wunderbarliche und erschrockliche newe Zeitung, 1538 (Digitalisat).
- Copia der Newen Zeytung auß Presillg Land, Nürnberg, ca. 1515 (München BSB Rar. 613-1).
- Newe Zeitung. Des Türckischen Keisers Absagbrieff / so er newlich dem Römischen Könige Ferdinando / bey seinem Legaten zugesandt